# Проспект Дзержинского (Архангельск)
Проспект Дзержинского (до 1977 года — улица Вокзальная) — проспект в городе Архангельске. Расположен в Ломоносовском и Октябрьском округах. Название носит в честь революционера и партийного деятеля польского происхождения Ф. Дзержинского. Начинается от улицы Смольный Буян и пересекается с улицей Гагарина.

## История
Появилась в ходе застройки Привокзального района в 1972. Первоначально носила название Вокзальная. В 1977 году получила нынешнее название проспект Дзержинского.

## Пересекает или соприкасается
- улица Смольный Буян/улица Тимме;
- улица 23-й гвардейской дивизии;
- улица Воскресенская/площадь 60-летия октября;
- улица Гагарина.